# 高越山
高越山（こうつさん）は、徳島県吉野川市に位置する山である。標高1,133m。別名「阿波富士」と呼ばれ、地元民からは「オコーツァン」と呼ばれている。四国百名山の一つである。

## 地理
山頂からは、一ノ森（1,879m）、剣山（1,995m）、三嶺（1,898m）が一望でき、天気が良ければ瀬戸内や淡路島等も望める。また山頂には、役小角が7世紀に建立したと伝えられ、空海が修業に訪れたとされる高越寺がある。女人禁制が解かれた今日も、8月18日の十八山会式だけは女人禁制で紫燈大護摩が開かれる。
山内には、中の郷という庵の前に「万代の池」という池があり、「のぞき岩」の行場などがある。
高越山一帯は土柱高越県立自然公園に指定されている。かつては山麓に徳島県立山川少年自然の家が存在し、林間学校で使用されたが、2006年に廃止となった。
2014年12月6日に高越寺の住職（43）とこの寺で働く男性（83）が、寺の近くで雪に閉ざされ遭難し二人共亡くなるという事故があった。

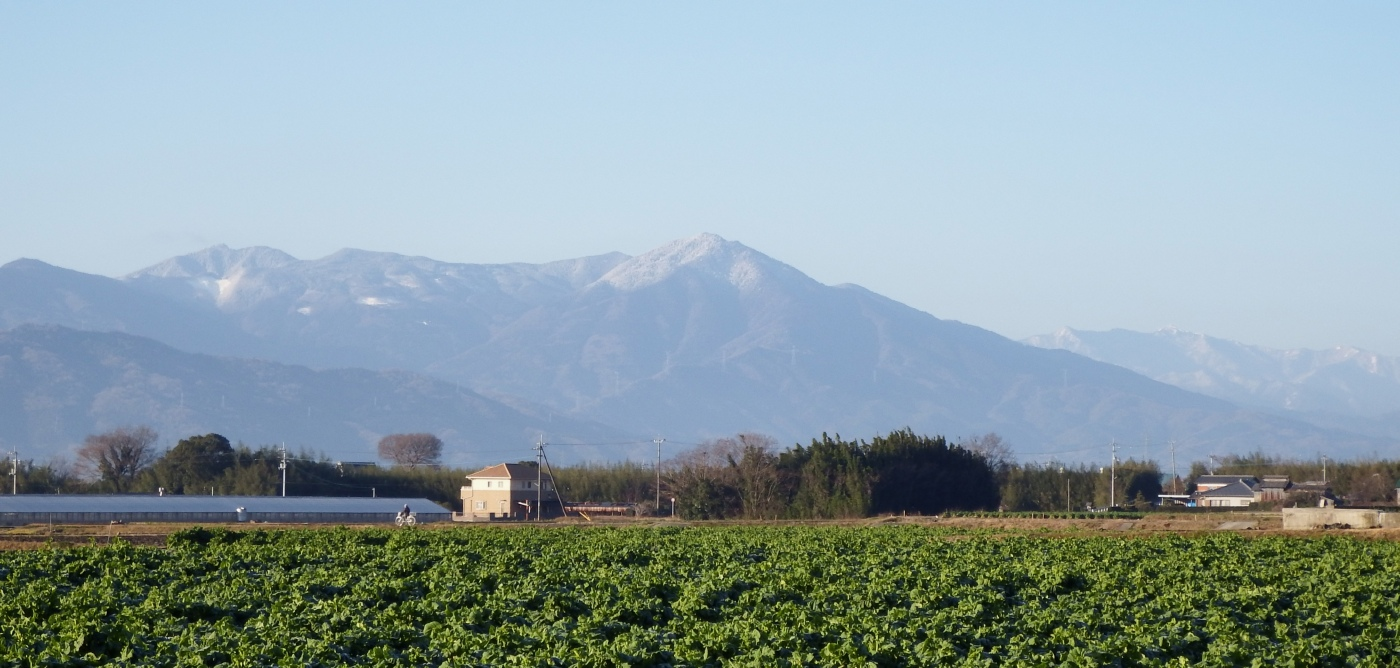
法輪寺付近から望む
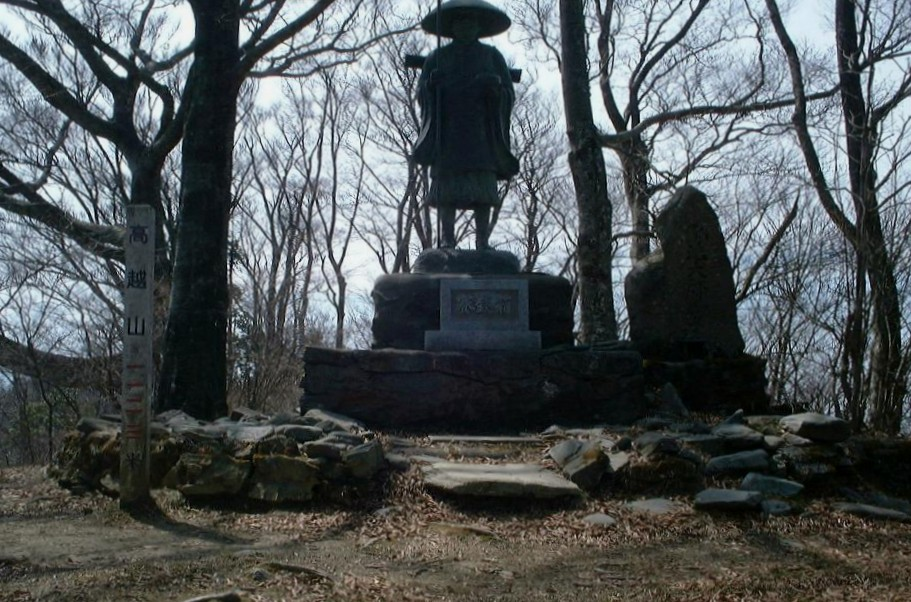
山頂
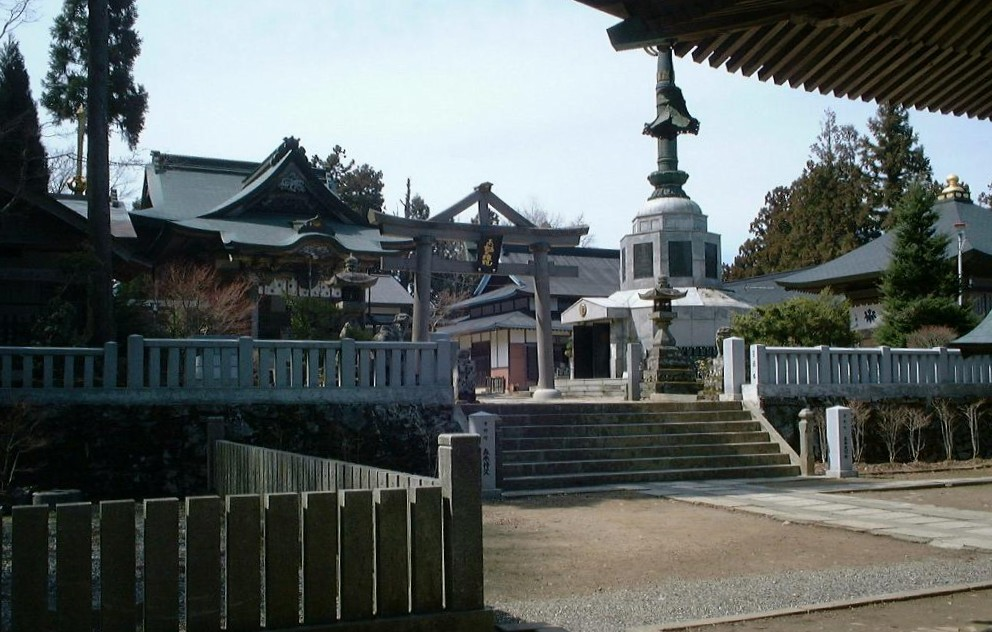
高越寺